# 日本舞台写真家協会
日本舞台写真家協会（にほんぶたいしゃしんかきょうかい、Japan Stage Photographers Society）は、舞台写真を中心に活動する写真家の団体。略称「JSPS」。会長「鍔山英次」副会長「瀬戸秀美」事務局長「池上直哉」
舞台写真の地位の確立と技術の向上、会員どうしの交流などを目的とする。地方在住の舞台写真家も多く参加している。舞台写真とは、演劇、音楽、舞踊などのステージの様子を記録する写真を示す。丹野章（同協会名誉会員）、坂本万七、木村伊兵衛らも舞台写真で腕を磨いた。

## 沿革
- 1988年創立
- 1989年9月　第1回写真展（渋谷・ドイフォトプラザ）
- 1997年10月～11月、海外特別企画展をハンガリー、ポーランドで開催
- 1999年8月27日～9月2日　第7回写真展（銀座・富士フォトサロン）
- 2005年8月12日～8月18日第10回写真展（銀座・富士フォトサロン）
- 2009年8月21日～8月27日 第12回協会展　(富士フイルムフォトサロン東京)
- 2012年2月2日〜2月8日 第13回協会展（四谷・ポートレートギャラリー）
- 2013年8月２日〜8月8日 協会創立25周年企画展 Part1『永遠の１枚』／銀塩モノクロの時代（富士フイルムフォトサロン 東京）
- 2013年9月10日〜9月16日 協会創立25周年企画展 Part 2 『21世紀の１枚』／デジタルの時代（ニコンサロンbis 新宿）
- 2013年10月17日〜10月23日 協会創立25周年企画展 Part 2『21世紀の１枚』／デジタルの時代（ニコンサロンbis 大阪）

## 会員（2013年現在）
- アーノルド・グロッシェル［Arnold Groeschel］
- 相田　憲克 [Norikats Aida]
- 青柳　聡［Satoshi Aoyagi］
- 新　達也［Tatsuya Atarashi］
- 飯田　耕治 [Koji Iida]
- 池上　直哉［Naoya Ikegami］
- 石川　妙子［Taeko Ishikawa］
- 井上　演［Hiromu Inoue］
- 植村　耕司 [Koji Uemura]
- 上田　進一 [Shinichi Ueda]
- 小川　峻毅［Shunki Ogawa］
- 岡部　好［Koh Okabe］
- 加藤　英弘［Hidehiro Kato］
- 川島　浩之 [Hiroyuki Kawashima]
- 木村　洋一 [Kimura Youichi]
- 木本　忍 [Jin Kimoto]
- 木山　晃子［Akiko Kiyama］
- 小林　万里［Mari Kobayashi］
- 鹿摩　隆司［Takashi Shikama］
- 清水　博純［Hirozumi Shimizu］
- 関戸　基敬［Motohiro Sekido］
- 瀬戸　秀美［Hidemi Seto］
- 芹沢　真武［Manabu Serizawa］
- 高嶋　ちぐさ［Chigusa Takashima］
- 高島　史於［Fumio Takashima］
- 竹原　伸治［Shinji Takehara］
- 塚田　洋一［Yoichi Tsukada］
- 鍔山　英次［Eiji Tsubayama］
- 中嶌　英雄［Hideo Nakajima］
- 中島　亮［Ryo Nakajima］
- 長川　厚子［Atsuko Nagakawa］
- 根岸　ふじ枝［Fujie Negishi］
- 橋本　武彦［Takehiko Hashimoto］
- 日置　真光［Masami Hioki］
- ヒダキ　トモコ [Tomko Hidaki]
- 平松　俊之 [Toshiyuki Hiramatu]
- 古屋　均［Hitoshi Furuya］
- 堀田　正矩［Masanori Hotta］
- 前田　徹［Tetsu Maeda］
- 増田　雄介 [Yusuke Masuda]
- 松山　悦子［Estuko Matsuyama］
- 三浦　誠 [Makoto Miura]
- 満田　聡［Satoru Mitsuta］
- 宮川　舞子［Maiko Miyagawa］
- 三吉　ツカサ［Tsukasa Miyoshi］
- 山口　晴久［Haruhisa Yamaguchi］
- 山廣　康夫［Yasuo Yamahiro］
- 横田　敦史［Atsushi Yokota］
- 米山　真人［Masato Yoneyama］
- 渡辺　国茂［Kunishige Watanabe］
- 渡部　晋也［Shinya Watabe］

- 鶴田　照夫 [Teruo Tsuruta]　会友
- 玉内　公一［Koichi Tamauchi］テクニカルアドバイザー
- 丹野　章［Akira Tanno］名誉会員